# 假紫斑大戟
假紫斑大戟（学名：Chamaesyce hypericifolia）为大戟科地錦草屬下的一个种。

## 扩展阅读
- 維基物種上的相關：假紫斑大戟